# Кинг, Лиату
Лиату Кинг (англ. Liatu King; род. 10 февраля 2002, Вашингтон, США) — американская профессиональная баскетболистка. Была выбрана на драфте ВНБА 2025 года в третьем раунде под общим двадцать восьмым номером командой «Лос-Анджелес Спаркс». Играет на позиции защитника и тяжёлого форварда.

## Студенческая карьера
В свой лучший сезон в составе «Питтсбург Пантерз» (2024) Кинг набирала 18,7 очков, 10,3 подбора, 1,8 передач, 1,8 перехватов и 1,5 блока в среднем за игру. Это позволило ей войти в состав первой команды конференции атлантического побережья по итогам года и стать самым прогрессирующим игроком — первая крупная индивидуальная награда студенток Питтсбургского университета в истории. Кроме того, Лиату стала одним из трех игроков конференции, кто набирал дабл-дабл в среднем в течение сезона.
Пятый сезон Лиату Кинг провела в Университете Нотр-Дам, набирая 11,5 очков и 2,0 перехвата в среднем за игру, а ее показатель количества подборов (10,4) стал лучшим в истории университета. По итогам сезона Кинг вошла во вторую сборную конференции атлантического побережья. Канал CBS Sports назвал ее икс-фактором Нотр-Дама.

## Профессиональная карьера
В драфте ВНБА 2025 года выбрана под общим двадцать восьмым номером клубом «Лос-Анджелес Спаркс». После двенадцати игр за задрафтовавшую ее команду Кинг провела две игры в составе «Даллас Уингз», после чего была отчислена.

## Игровая статистика

### Статистика в NCAA
| Сезон     | Команда   | Conf      | Class     | GP  | GS  | MPG  | FG%  | 3P% | FT%  | RPG  | APG | SPG | BPG | PPG  |
| --------- | --------- | --------- | --------- | --- | --- | ---- | ---- | --- | ---- | ---- | --- | --- | --- | ---- |
| 2020/21   | Питтсбург | ACC       | FR        | 19  | 0   | 14,3 | 46,1 | -   | 59,1 | 4,6  | 0,6 | 0,4 | 0,4 | 5,0  |
| 2021/22   | Питтсбург | ACC       | SO        | 26  | 16  | 19,8 | 44,3 | -   | 57,1 | 7,1  | 1,0 | 0,6 | 0,7 | 7,5  |
| 2022/23   | Питтсбург | ACC       | JR        | 30  | 22  | 23,4 | 39,4 | -   | 67,0 | 7,6  | 1,2 | 1,1 | 1,4 | 9,4  |
| 2023/24   | Питтсбург | ACC       | SR        | 32  | 32  | 35,4 | 52,3 | -   | 71,1 | 10,3 | 1,8 | 1,8 | 1,5 | 18,7 |
| 2024/25   | Нотр-Дам  | ACC       | SR        | 33  | 33  | 29,8 | 56,3 | 0,0 | 50,0 | 10,4 | 1,6 | 2,0 | 0,9 | 11,5 |
| Всего     | Всего     | Всего     | Всего     | 140 | 103 | 25,8 | 49,1 | 0,0 | 63,7 | 8,4  | 1,3 | 1,3 | 1,0 | 11,1 |
| Питтсбург | Питтсбург | Питтсбург | Питтсбург | 107 | 70  | 24,5 | 46,8 | -   | 66,3 | 7,8  | 1,2 | 1,1 | 1,1 | 10,9 |
| Нотр-Дам  | Нотр-Дам  | Нотр-Дам  | Нотр-Дам  | 33  | 33  | 29,8 | 56,3 | 0,0 | 50,0 | 10,4 | 1,6 | 2,0 | 0,9 | 11,5 |